# 铁锈
铁锈為铁氧化物的统称，通常为红色，由铁和氧气境下進行氧化還原反應而生成。不同情况下会生成不同形式的铁鏽。铁锈主要由三氧化二铁水合物（Fe2O3·nH2O）和氢氧化铁（FeO(OH)、Fe(OH)3）组成。其他金属亦会被氧化，但是通常不称为“鏽”。足够的时间后，在氧气和水充足的情况下，铁会完全氧化成鏽。铝的氧化非常缓慢，因为氧气在铝的表面生成了一层致密的氧化铝薄膜，此反应称为钝化。

## 化学反應

### 鐵金屬的氧化
與水、氧氣或其他氧化劑或酸接觸時，鐵不一定會生鏽。如果鹽存在才會，由於電化學反應的發生，鐵生鏽會更快。純水或乾燥氧氣對鐵有影響。若在鐵表面鍍上其他金屬，可以形成氧化物薄膜，阻止鐵的進一步氧化。溶有二氧化硫或二氧化碳的水亦會使鐵鏽蝕。三價鐵（Fe3+）會形成。因為鐵鏽不附著在鐵表面，它會脫落，導致內部的鐵暴露在水、氧氣之下，進一步被鏽蝕，最終整塊鐵被氧化。

### 与生锈有关的化学反应
鐵的生锈是一種電化學反應，反應的第一步是鐵將電子轉移到氧。生锈的速度會受水影響，也會因為電解質存在而加速。例如汽車在有鹽的環境較容易生锈。生锈主要的反應是氧的還原：
O2 + 4e- + 2H2O → 4OH-
由於其反應產生氫氧根離子，酸的存在會加速此反應的進行。上述反應消耗電子，因此可以進行以下氧化反應，將鐵氧化為亞鐵離子：
Fe → Fe2+ + 2e−
若有氧的存在，亞鐵離子還會再度氧化：
4Fe2+ + O2 → 4Fe3+ + 2O2−
亞鐵離子和鐵離子和水會產生酸鹼反應，形成氫氧化鐵及氫氧化亞鐵：
Fe2+ + 2H2O → Fe(OH)2 + 2H+
Fe3+ + 3H2O → Fe(OH)3 + 3H+
最後氫氧化鐵及氫氧化亞鐵會和其脫水物形成以下的平衡：
Fe(OH)2 → FeO + H2O
Fe(OH)3 → FeO(OH) + H2O
2FeO(OH) → Fe2O3 + H2O
依以上反應式，可以看出鐵生锈會受到氧和水的影響。若溶氧量有限，較容易產生含亞鐵離子的產物，例如氧化亞鐵及黑色的四氧化三鐵。若溶氧量高，則會產生鐵離子的產物，其化學式為Fe(OH)3-xOx/2。由於鐵锈中的固體仍在緩慢的進行化學反應，鐵锈的成份會隨時間變化。
上述的反應也會受到其他離子的影響，例如當鈣離子存在時，因為鈣離子是電解質，會加速鐵锈的產生，鈣離子也會和鐵的氧化物及氫氧化物結合，形成Ca-Fe-O-OH形式的沉澱。

## 防锈
鏽沒有緻密的組織。水和氧氣會穿透鏽，繼續使內部的鐵生锈。若要防锈，就需要有可以防止生锈的緻密表層。不鏽鋼的表面是一層不容易反應的三氧化二鉻。若使用鎂、鈦、鋅、鋁，也會產生類似不易反應的緻密氧化物表層。
鍍鋅是一種常見的防锈處理方式，在要保護的物品上，利用電鍍或熱浸鍍鋅的方式鍍上一層鋅。使用鋅的原因很多，包括其價格便宜、和鐵的附著性好，而且當鋅和鐵接觸時，鋅和鐵會形成一個電池，由於鋅活性較強，鋅是電池的陽極，會被氧化，藉此可保護電池陰極的鐵不被氧化（即陰極保護）。若在腐蝕性更強的環境中（例如鹽水中），會用鎘來代替鋅。若在接合口，接頭或孔穴附近，鍍層會因外力或加工而受到破壞，無法完整的包覆待保護物，此時鍍層就只能靠陽極保護的方式來發揮保護作用了。有些先進的鍍層，鋅之外還會加入鋁，鋁會移轉到鍍層被破壞的部份，鋁和氧化鋅均可保護鐵，效果更好。
若針對更惡劣的環境或希望產品有更長的壽命，防锈處理方式時也會同時使用鍍鋅和塗層。
除了鍍鋅之外，以下的方式也可用來抑制鏽的形成：
- 陽極保護利用提供電荷的方式，抑制鐵的氧化反應。若正確使用，生锈會徹底的停止。最簡單的作法就是在鐵上面加一個金屬片，和鐵形成電池，且使金屬片成為電池的陽極，因此電池陽極的金屬片會被氧化，保護電池陰極的鐵不受氧化。選用的金屬片需要其電極電位為負，且小於鐵的電極電位，一般常用鋅、鋁或鎂。
- 發藍（Bluing）是利用化學藥品，使鐵形成均勻的氧化層以避免生锈，但防锈能力有限。常用在小型的鐵件（如槍枝），若要提高其防锈效果，可在發藍後，用油布磨擦鐵件使油滲入，避免之後因水份滲入而導致生锈。
- 可以用塗層（如油漆）來減少鏽的產生，塗層可隔絕環境對鐵的影響。例如有封閉箱體的大型鐵件結構（像船舶及汽車）常會在結構中注入含蠟的防鏽油。鋼筋混凝土是用混凝土包裹鋼筋，且混凝土可使鋼筋保持在鹼性的環境中。
- 控制環境可以達到防锈的效果，例如控制濕度低於一定值，就可以減少或避免鏽的形成。
- 適當的設計也有助於防锈，例如避免鐵件暴露在水中，或是用耐蝕性較強的金屬包裹鐵件。
- 防蚀剂的使用，像氣體或揮發性的防蚀剂就可以用在密閉空間內的防锈。
- 若鋼的表面已經生锈，有最簡單及廉價的除锈方式，就是用鋁箔沾點水，摩擦生锈的部份。因為鋁的還原電位比鋼鐵中的鐵要高，因此氧會由鐵原子轉移到鋁原子；鋁箔硬度比鋼小，因此不會刮傷表面，而鋁氧化後形成的氧化鋁硬度高，剛好可以作鋼的抛光處理。

## 化学除鏽
除去铁锈的方法有很多，在化学上常用稀的酸溶液帮助除鏽。
- 用稀的酸溶液除鏽，比如稀盐酸、稀硫酸：

相关的化学反应方程式：
铁锈与盐酸反应，溶液由无色变为黄色，铁锈逐渐消失：Fe2O3+6HCl=2FeCl3+3H2O
铁锈与硫酸反应，溶液由无色变为黄色，铁锈逐渐消失：Fe2O3+3H2SO4=Fe2(SO4)3+3H2O
反应后由于溶液中存在三价铁离子（Fe3+），溶液呈黄色。

## 在社会及经济上的影响
生锈會造成鋼鐵製品或結構的劣化。鏽的體積比相同質量的鐵大，因此鏽會擠壓相鄰未生锈的部位，因而造成損壞。
例如1983年美國康乃迪克州的Mianus River Bridge倒塌事件就是因為類似的原因。其中使用的軸承內部生锈，因此使得橋面位移，其中一角沒有支撐，因此造成橋面倒塌。也使當時在橋上的三名駕駛落河身亡。後來美國國家運輸安全委員會的報告指出其中一個排水渠道在重鋪路面時阻塞，使得逕流水滲入支持架中。而且維護的工程師也很難在維護檢測用的走道上看到軸承的情形。
若結構中是由混凝土包裹鋼或鐵，類似的情形會造成混凝土的剝落，產生嚴重的結構問題。這也是鋼筋混凝土橋樑常見的失效模式之一。

## 图片

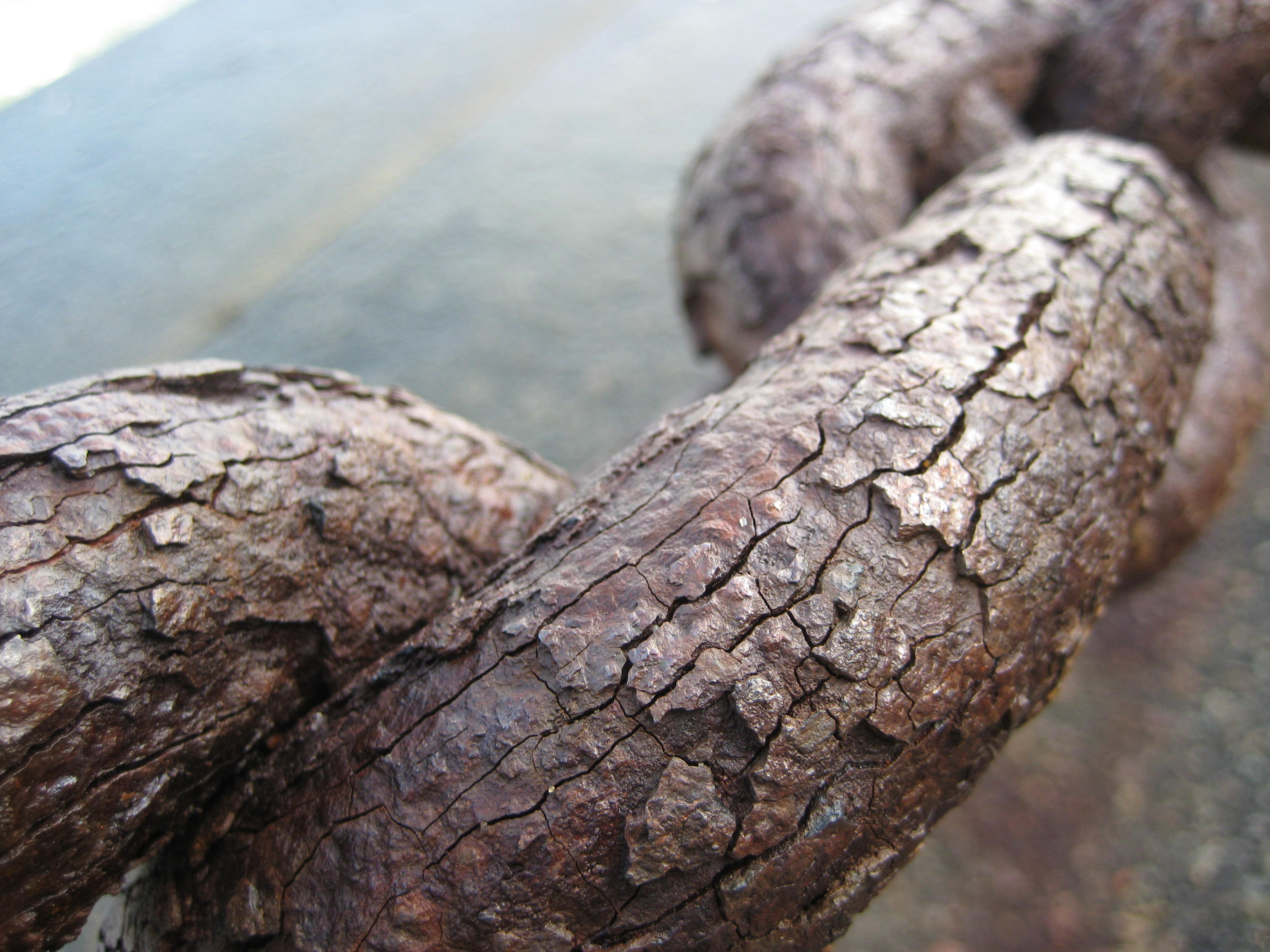
生锈的铁链
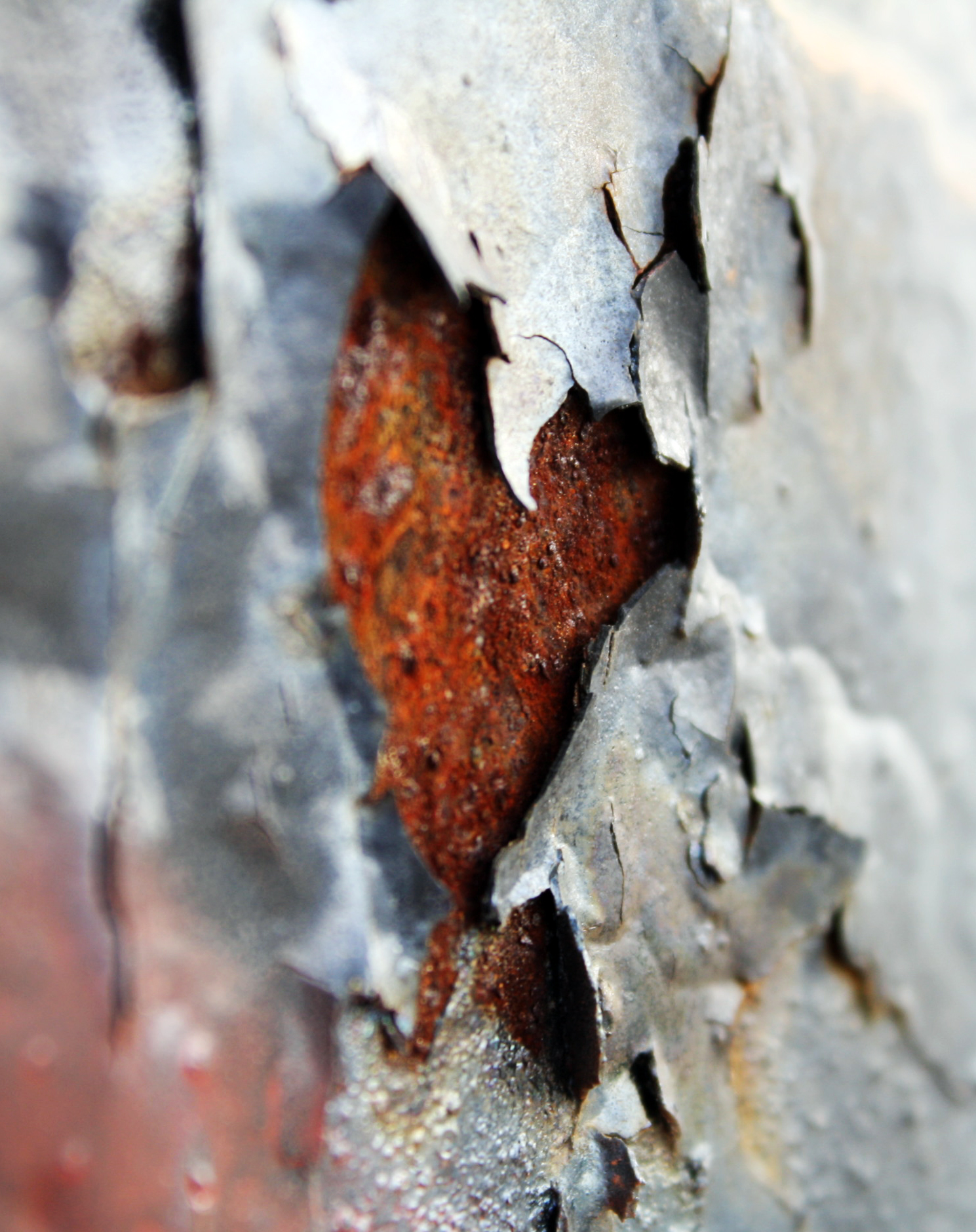
由于生锈导致外部的漆涂层龟裂剥落
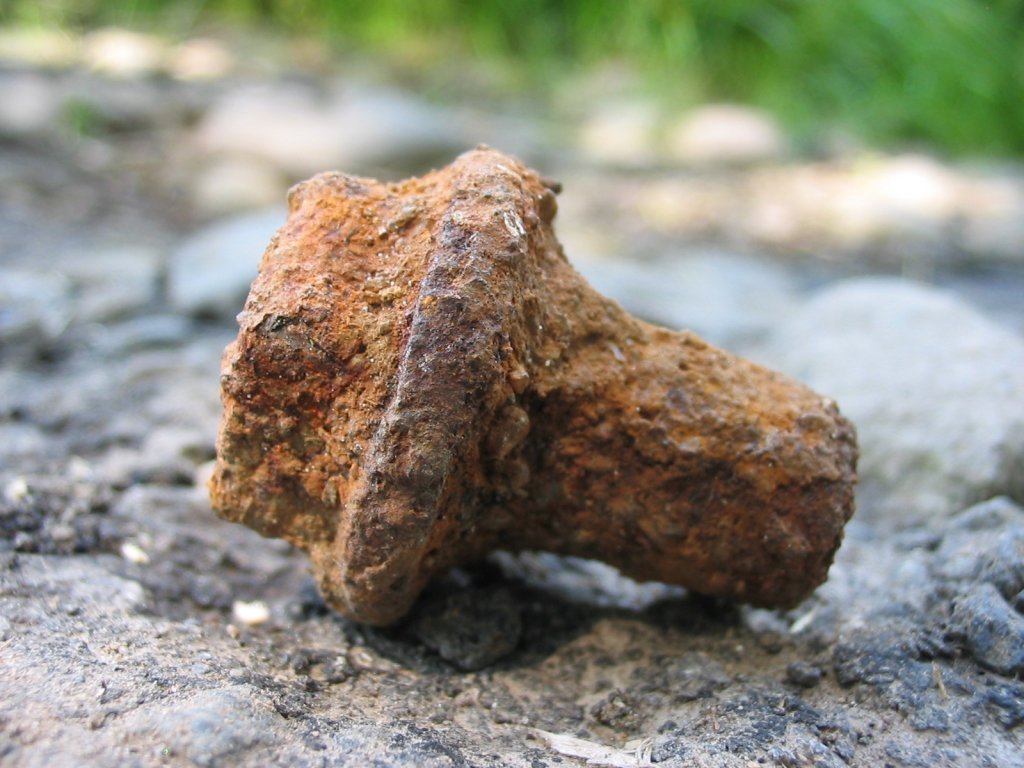
生锈的铁螺钉
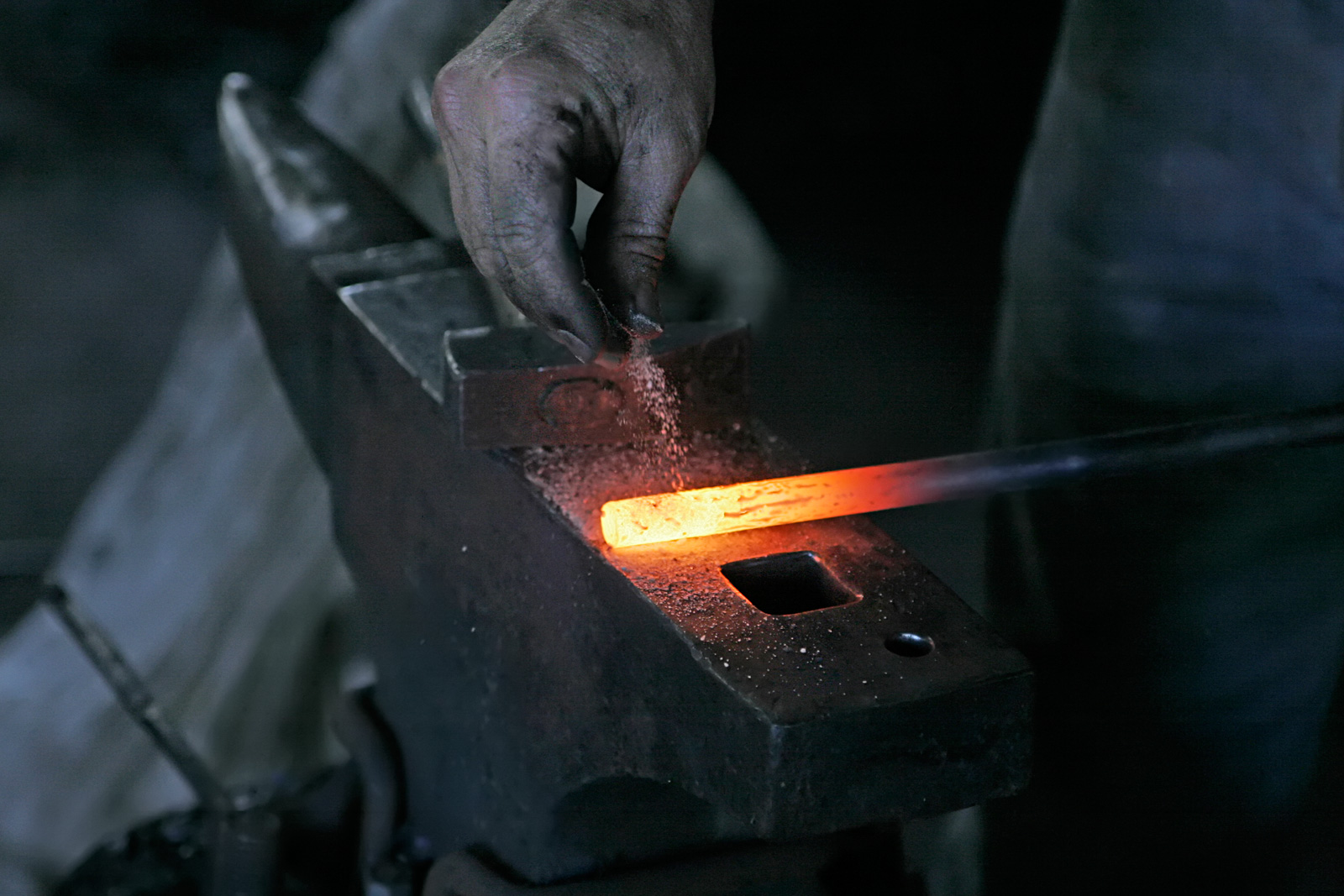
将铁器烧红后用沙除锈
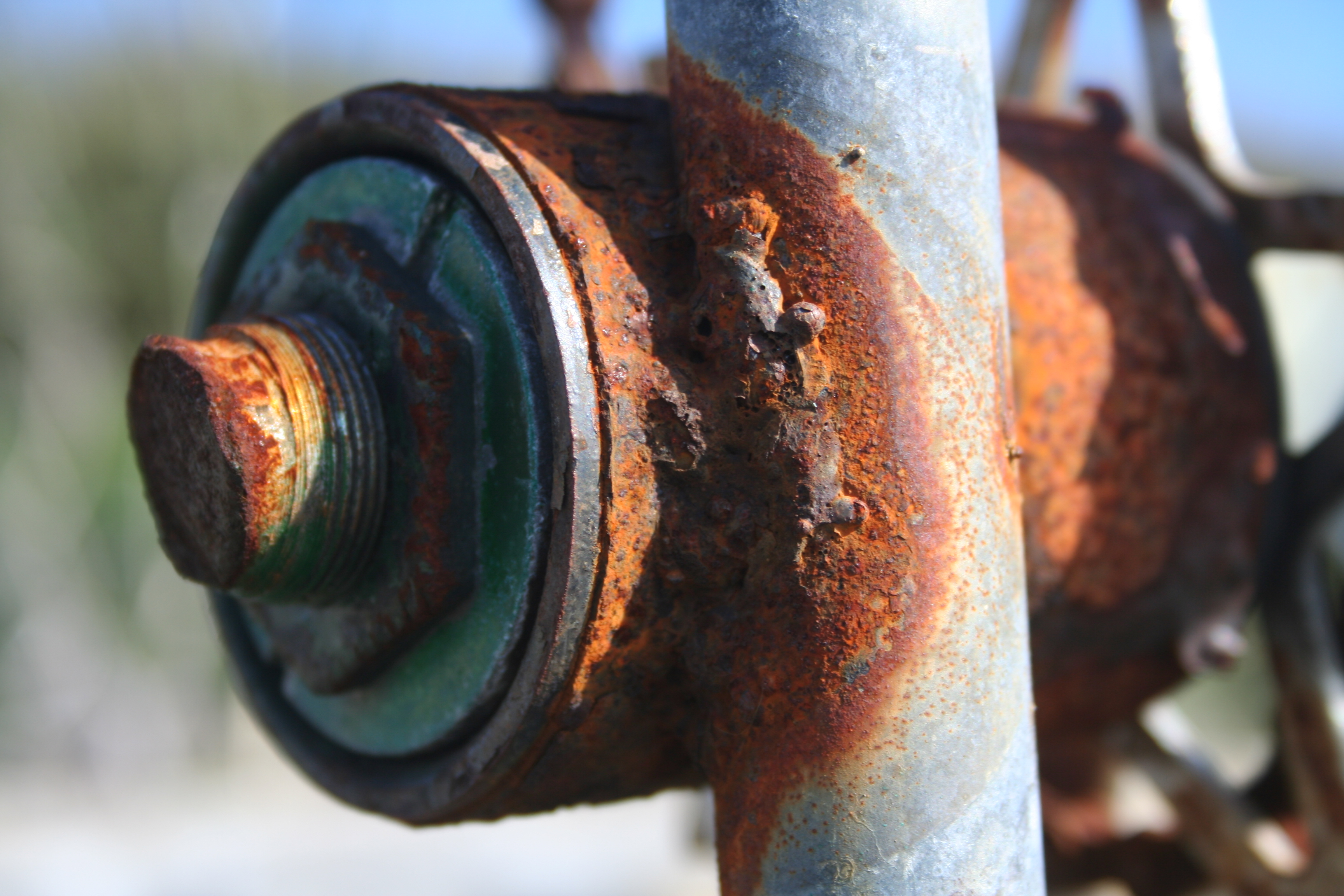
生锈的结合零件